# أوديلو جلوبوسنيك
أوديلو جلوبوسنيك (21 أبريل 1904 - 31 مايو 1945) مجرم حرب نمساوي. كان عضوا في حزب العمال الألماني الاشتراكي الوطني، وبعد ذلك كان زعيما رفيع المستوى في شوتزشتافل. منتسبا من أدولف ايخمان، كان له دور رائد في عملية رينهارد، التي شهدت مقتل أكثر من مليون يهودي معظمهم من البولنديين خلال المحرقة في معسكرات الإبادة النازية مايدانيك وتريبلينكا وسوبيبور وبلزيك.    وصفه المؤرخ مايكل ألين بأنه «الشخص الأكثر شرا في منظمة الأشرار على الإطلاق».

## حياة
وُلد أوديلو جلوبوسنيك في 21 أبريل 1904 في مدينة ترييستي. كان الطفل الثاني لفرانز غلوبوشنيك (المعروف أيضًا باسم Globotschnig)، ملازم في سلاح الفرسان في الجيش النمساوي الهنغاري الذي جاء من عائلة سلوفينية من مدينة كارنيولان العليا في تروش (الألمانية: نيوماركتل ؛ الآن في سلوفينيا ). لم يكن والده قادرًا على جمع الأموال اللازمة للحصول على تصريح زواج وكان عليه مغادرة الخدمة. 

## الموت
تم تعقبه أعتقله أفراد وحدة سلاح الفرسان البريطانية المدرعة في 31 مايو 1945 في كارينثيا في النمسا. عثرت عليه الوحدة على Möslacher Alm، وهو جبل ارتفاعه 1,250 متر (4,100 قدم) في جبال الألب الشرقية، مع سبعة من النازيين المطلوبين منهم جورج ميشالسن وفريدريش راينر وإرنست ليرتش وهيرمان هوفل وكارل هلسبرغر وهوغو هرتسوغ وفريدريش بلوب. 